# Watts S. Humphrey
Watts S. Humphrey, född 4 juli 1927 i Battle Creek, Michigan, död 28 oktober 2010 i Sarasota, Florida, var en amerikansk författare och forskare inom programutvecklingsmetodik vid SEI, Carnegie Mellon University. som också har kallats "programvarukvalitetens fader".

## Biografi
Humphrey, vars farfar och far också hade samma namn, var brorson till finansminister George M. Humphrey. År 1944 tog han examen vid high school och tjänstgjorde i USA:s flotta. Trots dyslexi kunde han ta en kandidatexamen i fysik vid University of Chicago, en masterexamen i fysik vid Illinois Institute of Technology fysikinstitution och en masterexamen i företagsekonomi vid University of Chicago Graduate School of Business.

## Karriär och vetenskapligt arbete
År 1953 flyttade han till Boston och arbetade på Sylvania Labs till 1959 då han började på IBM. I slutet av 1960-talet ledde Humphrey IBM:s mjukvaruteam som introducerade den första programvarulicensen. Humphrey var då vice vd på IBM.
På 1980-talet vid Software Engineering Institute (SEI) vid Carnegie Mellon University startade Humphrey Software Process Program och var chef för detta från 1986 till början av 1990-talet. Programmet syftade till att förstå och hantera mjukvaruteknikprocessen eftersom det här är både stora och små organisationer eller individer som stöter på de allvarligaste svårigheterna och som därefter har den bästa möjligheten till betydande förbättring.
Programmet resulterade i utvecklingen av Capability Maturity Model, publicerad 1989 i Humphreys "Managing the Software Process" och inspirerade till den senare utvecklingen av koncepten till den Personal Software Process (PSP) och Team Software Process (TSP).